# Gouharszad Agha
Gouharszad Agha, pers. گوهرشاد آغا (zm. 31 lipca 1457) – żona Szahrucha (1405–1447), odgrywająca ważną rolę w życiu politycznym Timurydów zarówno za życia, jak i po śmierci swojego męża.

## Życiorys

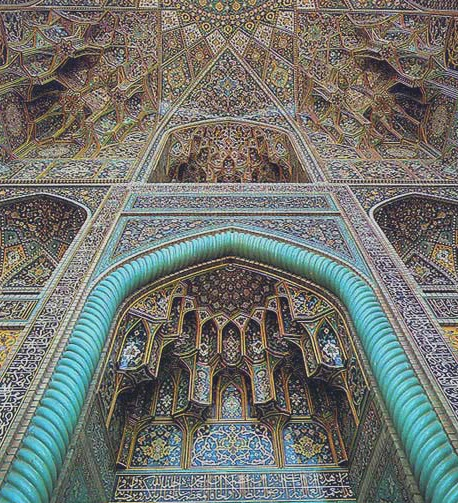
Wnętrze Meczetu Gouharszad w Meszhedzie

Była córką Ghijas ad-Dina Tarchana, emira w służbie Timura (1370–1405). Jej ród szczycił się tym że tytuł tarchan otrzymał ich przodek Kiszlik od samego Czyngis-chana (1206–1227). Urodziła Szahruchowi trzech synów (Uług Bega (ur. 1394 - zm. 1449), Bajsunkura (ur. 1397 - zm. 1433) i Muhammada Dżukiego (ur. 1402, zm. 1444) oraz trzy córki (Marjam Sultan, Sa’adat Sultan i Kutlugh Torchan Aghę). Formalnie Gouharszad posiadała niższą rangę niż żona Szahrucha wywodząca się z rodu Czyngis-chana, Melkat Agha, jednak była ona bliższa Szahruchowi i bardziej aktywna politycznie. Utrzymywała bliskie relacje z wieloma emirami Szahrucha, wśród których ważną rolę odgrywali także jej bracia. Posiadała także pewne wpływy w administracji jej syna Bajsunkura. Świadectwem jej znaczenia był jej patronat nad projektami architektonicznymi. To z jej inicjatywy w roku 1418 zbudowano meczet przy mauzoleum Imama Rezy w Meszhedzie. Była ona także odpowiedzialna za budowę medresy i mauzoleum w Heracie w latach 1417–1437/1438. Medresa stała się następnie mauzoleum dla rodziny Szahrucha. Za stworzenie tych budowli odpowiedzialny był Kawamoddin, najsłynniejszy architekt epoki.
Na dworze, Gouharszad faworyzowała swojego wnuka Ala ad-Daulę (1447–1448), co w roku 1441 doprowadziło do tego że jej inny wnuk, Abd al-Latif (1449–1450), udał się ze skargą na jej zachowanie do swojego ojca Uług Bega. Szahruch udzielił Gouharszad reprymendy za wprowadzanie podziałów w rodzinie i ta zabrała Abd al-Latifa z powrotem z Samarkandy do Heratu. Kiedy Szahruch był ciężko chory w roku 1444, tak że wydawało się, iż umrze, Gouharszad doprowadziła do tego iż potężny emir Firuzszah złożył przysięgę na wierność Ali ad-Dauliemu. Kiedy Szahruch wyzdrowiał, Gouharszad musiała zmierzyć się z gniewem zarówno Szahrucha, jak i innych książąt, w szczególności zaś jej syna Muhammada Dżukiego, który wydawał się być naturalnym następcą tronu. Niektórzy kronikarze epoki Timurydów winią Gouharszad za to, że Szahruch nie wydał odpowiednich dyspozycji swoim potomkom na wypadek śmierci. To także na skutek perswazji Gouharszad Szahruch, pomimo wieku i choroby, miał wyruszyć, by osobiście stłumić bunt Sultana Muhammada (1447–1452) i z jej poduszczenia miał dokonać bezlitosnej egzekucji na popierających rebelianta notablach Isfahanu, nie oszczędzając przy tym ulemów i sajjidów, czym zszokował swoich poddanych.
Po śmierci Szahrucha 13 marca 1447 roku w Reju, Gouharszd poprosiła obecnego w obozie Abd al-Latifa o przejęcie dowództwa nad armią podczas jej powrotnego marszu do Heratu. Prawdopodobnie zapewniając dowództwo Abd al-Latifowi chciała uspokoić obawy jego ojca, jedynego wówczas żyjącego syna Szahrucha. Jednocześnie jednak wysłała posłańca z informacją o śmierci Szahrucha do Ala ad-Dauli w Heracie. Podczas marszu ludzie z otoczenia Abd al-Latifa ostrzegli go, iż Gouharszad wraz ze stronnictwem swoich krewnych, w źródłach nazywanych „emirami Tarchani”, może spiskować przeciwko niemu. W tej sytuacji Abd al-Latif uwięził swoją babkę i jej krewnych. 30 kwietnia 1447 roku Ala ad-Daula wysłał armię przeciwko Abd al-Latifowi i siły z Heratu przypuściły zaskakujący atak na obóz syna Uług Bega. Gouharszad i jej krewni zostali uwolnieni, zaś Abd al-Latif musiał publicznie przepraszać za swoje działania.
Na wiosnę 1448 roku Herat zajął Uług Beg i Gouharszad szukała schronienia u Sultana Muhammada, zabierając ze sobą wezyrów głównej kancelarii (diwan-e ala), wielu krewnych i znaczną liczbę żołnierzy. Będąc na dworze Sultana Muhammada, Gouharszad korzystając ze swojej bliskiej relacji z Dżahanszahem (1438–1467) pomogła wynegocjować z nim pokój. W następnym roku na dwór Sultana Muhammada przybył także Ala ad-Daula, który uciekł z więzienia Babura (1447–1457). Teraz oboje wraz z Gouharszad zaczęli namawiać Sultana Muhammada do zaatakowania Heratu. 30 października 1449 roku Sultan Muhammad pokonał Babura w bitwie nieopodal Dżamu i zajął Herat. Obawiając się jednak popularności Ala ad-Dauli w regionie wysłał go jako swojego namiestnika do Kabulu. Na wiosnę 1450 roku Sultan Muhammad wyruszył przeciwko Baburowi. Kiedy jednak dowiedział się, iż wykorzystując jego nieobecność Ala ad-Daula zajął Herat i dodatkowo wyszedł na jaw spisek Gouharszad i jej krewnych w jego armii zmierzający do wydania go jego przeciwnikowi, Sultan Muhammad opuścił swoje wojsko i z grupą zwolenników uciekł do Jazdu. Wkrótce Herat został ponownie zajęty przez Babura.
Kiedy Babur zmarł w marcu 1457 roku, wybuchła walka o władzę pomiędzy jego 11-letnim synem Szahem Mahmudem (1457), a synem Ala ad-Dauli Sultanem Ibrahimem (1457–1458). Gouharszad wraz z grupą emirów, w skład której wchodzili członkowie jej rodziny, próbowała mediacji pomiędzy rywalizującymi ze sobą książętami. To jednak zagrażało pozycji emira Szir Hadżdżiego, który sprawował faktyczną władzę za plecami małoletniego Szaha Mahmuda. Ponadto podejrzewano, że w rzeczywistości Gouharszad sprzyja Sultanowi Ibrahimowi. W tej sytuacji Szir Hadżdżi zabił większość emirów z rodziny Gouharszad znajdujących się w Heracie i uwięził ją samą. Jednak kiedy Sultan Ibrahim pojawił się ze swoimi siłami, Szir Hadżdżi uciekł z miasta wraz z Szahem Mahmudem. Gouharszad postawiła na czele obrony miasta Kutb ad-Dina Ahmada Imamiego, który poddał się Sultanowi Ibrahimowi bez stawiania oporu 31 maja 1457 roku. Już w lipcu Sultan Ibrahim wycofał się z Heratu na wieść o zbliżającej się armii władcy Mawarannahru Abu Sa’ida (1451–1469), który wkroczył do miasta 19 lipca 1457 roku. Początkowo Abu Sa’id odnosił się do Gouharszad z szacunkiem, jednak szybko zaczął podejrzewać, że nadal utrzymuje ona kontakty z Sultanem Ibrahimem. Ponadto nadal potężny Szir Hadżdżi, obawiający się o swoje życie po zamordowaniu emirów z rodu Tarchan oświadczył, że nie będzie mu służył dopóki Gouharszad żyje. W tej sytuacji Abu Sa’id wydał rozkaz egzekucji Gouharszad, który wykonano 31 lipca 1457 roku. Ten czyn spotkał się z niemal jednogłośnym potępieniem współczesnych wydarzeniom kronikarzy, a Chondemir w swoim dziele określił go jako „czarny ślad na panowaniu tego [skądinąd] godnego pochwały władcy”. Kiedy w roku 1469 Abu Sa’id dostał się w ręce Uzun Hasana (1454–1478), ten oddał go prawnukowi Gouharszad, Jadgarowi Muhammadowi (1470), który 5 lutego tego roku dokonał na nim egzekucji w zemście za śmierć swojej prababki.